# ملویل (لوئیزیانا)
ملویل (به انگلیسی: Melville) شهری در ایالت لوئیزیانا کشور ایالات متحده آمریکا است که جمعیت آن در سرشماری سال ۲۰۱۰ میلادی، ۱٬۰۴۱ نفر بوده‌است.